# Wolfgang Schröder (Historiker)
Wolfgang Schröder (* 9. Juli 1935 in Dresden; † 18. November 2010 in Taucha) war ein deutscher Historiker.
Nach dem 1953 abgelegten Abitur studierte Schröder bis 1957 Geschichte an der Karl-Marx-Universität Leipzig. 1957 legte er das Staatsexamen für Oberstufenlehrer ab und arbeitete bis 1958 als Lehrer an einer Oberschule. 1958 wurde Schröder wissenschaftlicher Assistent in der Abteilung „1871–1917“ am Institut für Geschichte der Deutschen Akademie der Wissenschaften, Außenstelle Leipzig. Er promovierte im Juli 1963 bei Ernst Engelberg und Lothar Mosler über die deutsche Gewerkschaftsbewegung in den 1890er Jahren. 1972 erfolgte seine Promotion B über die Arbeiterbewegung im letzten Drittel des 19. Jahrhunderts.
Von 1969 bis 1990 war Schröder der verantwortliche Redakteur des Jahrbuchs für Geschichte. Ab 1973 gehörte er auch dem Redaktionskollegium an. 1976 wechselte er als wissenschaftlicher Mitarbeiter an das Zentralinstitut für Geschichte der Akademie der Wissenschaften der DDR nach Ost-Berlin. Im September 1986 erhielt er dort den Titel Professor.
Von 1992 bis 1996 war Schröder als wissenschaftlicher Mitarbeiter der Kommission für Geschichte des Parlamentarismus und der politischen Parteien in Bonn tätig.
Schröders Hauptarbeitsgebiet war die Geschichte des späten 19. Jahrhunderts mit einem Schwerpunkt auf der deutschen Arbeiterbewegung. Er beschäftigte sich eingehend mit dem Leben und Wirken Wilhelm Liebknechts. Seine geplante Biografie Liebknechts konnte Schröder nicht mehr vollenden. Seine Witwe Renate Dreßler-Schröder und der Historiker Klaus Kinner gaben die Fragment gebliebene Biografie 2013 aus dem Nachlass heraus.

## Schriften (Auswahl)
- Klassenkämpfe und Gewerkschaftseinheit. Tribüne, Berlin 1965.
- Liebknecht, Wilhelm. In: Karl Obermann u. a. (Hrsg.): Biographisches Lexikon zur deutschen Geschichte. Von den Anfängen bis 1917. Deutscher Verlag der Wissenschaften, Berlin 1967, S. 287–289.
- Liebknecht, Wilhelm Philipp Martin Christian. In: Geschichte der deutschen Arbeiterbewegung. Biographisches Lexikon. Dietz Verlag, Berlin 1970, S. 293–298.
- Partei und Gewerkschaften. Die Gewerkschaftsbewegung in der Konzeption der revolutionären Sozialdemokratie 1868/69 bis 1893. Tribüne, Berlin 1975.
- mit Horst Bartel, Gustav Seeber, Heinz Wolter: Der Sozialdemokrat 1879–1890. Ein Beitrag zur Rolle des Zentralorgans im Kampf der revolutionären Arbeiterbewegung gegen das Sozialistengesetz. Dietz Verlag, Berlin 1975.
- Hrsg.: Wilhelm Liebknecht. Kleine politische Schriften. Reclam, Leipzig 1976 (Lizenzausgabe Röderberg Verlag, Frankfurt am Main ISBN 3-87682-418-4).
- Hans Hugo von Kleist-Retzow. Ein Junker von Schrot und Korn. In: Gustav Seeber (Hrsg.): Gestalten der Bismarckzeit. Band 1. Akademie Verlag, Berlin 1978, S. 218–242.
- Wilhelm Liebknecht. Vorkämpfer der Revolution von unten. In: Gustav Seeber (Hrsg.): Gestalten der Bismarckzeit. Band 1. Akademie Verlag, Berlin 1978, S. 79–105.
- mit Horst Bartel, Gustav Seeber: Das Sozialistengesetz 1878–1890. Illustrierte Geschichte des Kampfes der Arbeiterklasse gegen das Ausnahmegesetz. Dietz Verlag, Berlin 1980.
- mit Gerhard Keiderling, Ingo Materna (Hrsg.): Studien zur Geschichte Berlins. Akademie-Verlag, Berlin 1987, ISBN 3-05-000286-7.
- Ernestine. Vom ungewöhnlichen Leben der ersten Frau Wilhelm Liebknechts. Eine dokumentarische Erzählung. Verlag für die Frau, Leipzig 1987, ISBN 3-7304-0085-1.
- „Sie können sich denken, wie mir oft zu Muthe war …“. Jenny Marx in Briefen an eine vertraute Freundin. Verlag für die Frau, Leipzig 1989, ISBN 3-7304-0233-1.
- Ich muß mich ganz hingeben können. Anspruch, Ernüchterung und Bekenntnis Nathalie Liebknechts. In: Friderun Bodeit (Hrsg.): Ich muß mich ganz hingeben können. Frauen in Leipzig. Verlag für die Frau, Leipzig 1990, S. 137–156 und 236–237.
- Wilhelm Liebknechts Vorstoß ins Neuland. In: Alternativen denken. Kritisch emanzipatorische Gesellschaftstheorien als Reflex auf die soziale Frage in der bürgerlichen Gesellschaft. Herausgegeben vom Zentralinstitut für Philosophie. Zentralinstitut für Philosophie, Berlin 1991, S. 75–79. (Kolloquium zum Thema: Alternatives Denken, 4. und 5. Oktober 1991, Berlin).
- mit Inge Kiesshauer: Die Genossenschaftsbuchdruckerei zu Leipzig 1872–1881. Mit einem bibliographischen Anhang: Verlagskataloge Sozialdemokratischer Verlage in Leipzig (1869–1881). Harrassowitz Verlag, Wiesbaden 1992, ISBN 3-447-03358-4 / ISBN 978-3-447-03358-9.
- Wilhelm Liebknecht und Friedrich Ludwig Weidig. Personelle Marginalien zum Verhältnis von Demokratie und Sozialismus. Sonderdruck aus: Bürgerliche Revolution und revolutionäre Linke. Beiträge eines wissenschaftlichen Kolloquiums anläßlich des 70. Geburtstages von Helmut Bock. Hrsg. von Walter Schmidt, Berlin 2000, S. 143–150.
- mit Elvira Döscher: Sächsische Parlamentarier 1869–1918. Die Abgeordneten der II. Kammer des Königreichs Sachsen im Spiegel historischer Photographien. Ein biographisches Handbuch (= Photodokumente zur Geschichte des Parlamentarismus und der politischen Parteien. Band 5). Droste, Düsseldorf 2001, ISBN 3-7700-5236-6.
- Landtagswahlen im Königreich Sachsen 1869–1895/1896. Verlag der Sächsischen Akademie der Wissenschaften, Leipzig 2002–2004, ISBN 3-89679-189-3.
- „Ein Hauptkerl, auf den sie sich verlassen können“. Wie August Bebel und Wilhelm Liebknecht anno 1881 ihren Asylort Borsdorf „entdeckten“. In: Kein Nachruf! Beiträge über und für Götz Langkau. IISG, Amsterdam 2003, S. 81–88.
- Leipzig – die Wiege der deutschen Arbeiterbewegung. Wurzeln und Werden des Arbeiterbildungsvereins 1848/49–1878/81. Mit einer Dokumentation der Tätigkeitsberichte. Karl Dietz, Berlin 2010, ISBN 978-3-320-02214-3.
- Wilhelm Liebknecht. Soldat der Revolution, Parteiführer, Parlamentarier. Ein Fragment. Karl Dietz, Berlin 2013, ISBN 3-320-02289-X (Bibliografie, S. 461–476).